# Allen Córdoba
Allen Octavio Córdoba Pose (né le 6 décembre 1995 à Changuinola, Bocas del Toro, Panama) est un joueur de champ intérieur  de la Ligue majeure de baseball.

## Carrière
Allen Córdoba signe son premier contrat professionnel avec les Cardinals de Saint-Louis en 2013. Il débute la même année en ligues mineures et dispute trois saisons avec des clubs affiliés aux Cardinals. Ceux-ci perdent ses services le 8 décembre 2016 lorsqu'il est réclamé par les Padres de San Diego au repêchage de la règle 5.
Córdoba fait ses débuts dans le baseball majeur comme frappeur suppléant et joueur d'arrêt-court des Padres le 3 avril 2017 face aux Dodgers de Los Angeles.